# 马步水库
马步水库是中国广西壮族自治区柳州市鹿寨县境内的一座水库，位于洛清江流域马步河上，建于1959年。水库正常库容为886万立方米，集雨面积为18平方千米，海拔为109米。